# Cryptic Wintermoon (EP)
Cryptic Wintermoon è un extended play dell'omonima band tedesca black metal. L'EP è stato registrato ai Frost Studios nell'aprile del 1997 e pubblicato indipendentemente lo stesso anno.

## Tracce
1. Shadowland - 04.55
2. Angels Never Die - 04.36
3. Visions of Eternal Darkness - 05.20
4. Doomsday - 05.46